# Silene hitchguirei
Silene hitchguirei är en nejlikväxtart som beskrevs av Gilbert François Bocquet. Silene hitchguirei ingår i släktet glimmar, och familjen nejlikväxter. Inga underarter finns listade i Catalogue of Life.